# Тургенево (Саратовская область)
Тургенево — посёлок в Аткарском районе Саратовской области Российской Федерации, является административным центром Тургеневского муниципального образования.

## География
Посёлок Тургенево находится на левом берегу реки Аткары в центральной части района в 4 километрах от города Аткарска и в 82 километрах от областного центра города Саратова.

## Транспорт
С районным центром, где расположена ближайшая железнодорожная станция, посёлок связан асфальтированной дорогой и регулярным рейсовым автобусным сообщением.

## История
Тургенево было основано в 1929 году как посёлок образованного тогда же овощесовхоза «Красная Звезда» при уже существовавших здесь несколько лет небольшом немецком хуторе и молочно-товарной ферме.
Первые бараки, деревянные, крытые соломой, строились на нынешней южной окраине посёлка по краю оврага, на противоположной стороне которого находился плодовый сад, оставшийся после одного из аткарских помещиков. Одновременно были построены баня и амбулатория. В 1930 году открылась начальная школа, в 1933-м — ясли, в 1935-м — детский сад (ныне в этом здании общежитие). В совхозе выстроили два коровника, кошару, свинарник, высадили четыре фруктово-ягодных сада, приобрели пять тракторов и две автомашины. Овощи в то время высаживали на 200 гектарах и после уборки мыли в реке Аткаре и засаливали в цементированных чанах.
В начале 1940-х годов в совхозе, который также начал выращивать махорку, трудились 500 человек (среди них 200 сезонно).
В Великую Отечественную войну из ушедших на фронт 112 бойцов пали за свободу Родины.
В 1947 году совхоз передали в качестве подсобного хозяйства саратовскому заводу «Серп и молот», а в апреле 1949 года реорганизовали в учебно-опытное хозяйство СИМСХ имени М. И. Калинина. Во второй половине 1950-х годов в посёлке учхоза появился водопровод, были заложены лесополосы и парк. В 1956 году открылся первый клуб в деревянном здании, которое в 1964 году обложили кирпичом. В 1956—1958 годах в учхозе размещалась воинская часть. В 1960-х годах хозяйство и посёлок получили и освоили крупные средства на строительство нового жилфонда, бани, столовой, водонапорной башни, свекло- и картофелехранилища, двух зернохранилищ, свинарника, птичника, конюшни, склада ядохимикатов и удобрений, мастерской для ремонта тракторов. Также был заново отстроен и механизирован животноводческий городок, открыт широкоэкранный кинотеатр в клубе. В марте 1969 года в состав учхоза передали колхоз «Победа» соседних сёл Киселёвка и Николаевка. Поселковая школа в 1971 году закрылась, а для детей организовали подвоз на автобусе в школы Аткарска.
Административно посёлок учхоза «Красная звезда» входил в Киселёвский сельсовет, в Тургенево его переименовали Указом Президиума Верховного Совета РСФСР от 19 октября 1984 года. 1 сентября 1985 года в посёлке распахнула двери новая двухэтажная школа на 320 учащихся, со спортзалом, столовой и библиотекой. В 1986 году сельский совет был перенесён из Киселёвки в усадьбу учхоза, в 1989 году начал работу новый детский сад. В этот период застроили новые улицы Родниковую и Школьную, заасфальтировали дороги. Каждое лето в учхозе проходили практику саратовские студенты, также было налажено сотрудничество с Боннским сельскохозяйственным институтом.

## Население
| 2002 | 2010 |
| ---- | ---- |
| 992  | ↘977 |

## Инфраструктура
После развала учхоза в начале 1990-х годов при поддержке из Бонна было создано КФХ «Нива-Хоф». Другим крупным предприятием, образованным на обломках некогда ведущего хозяйства района, является животноводческий ООО СПК «Тургеневский». Также сегодня в посёлке действует несколько частных фермерских хозяйств. Современное Тургенево является центром одноимённого муниципального образования. Работают средняя общеобразовательная школа и детский сад «Берёзка» (вновь открыт в 2002 году), дом культуры, почта, гостиница, магазины, отделение Сбербанка, амбулатория.

## Образование
1 сентября 1985 года в п. Тургенево праздновали открытие новой школы, рассчитанной на 320 учащихся. Группа молодых, но полных энтузиазма учителей решила сделать её непохожей на все остальные школы. Уже изначально она имела в своем активе необычных талантливых учеников, прекрасных педагогов и стимул стать самой лучшей сельской школой маленького, но развивающегося Аткарского района.
В настоящее время в здании школы созданы все условия для реализации образовательного процесса на высоком уровне, для всестороннего развития ребёнка на селе: имеется 1 спортивный зал, 1 кабинет информатики; оборудованные интерактивными досками и мультимедийным оборудованием кабинеты химии, физики, иностранного языка, русского языка; столовая с обеденным залом 80 мест, библиотеку с небольшим читальным залом. База для трудового обучения состоит из столярно-слесарной мастерской, кабинета для занятия домоводством. Есть комнаты отдыха для учителей начальной и старшей школы, кабинет психолога.

## Памятники
В центре посёлка установлен памятник землякам, погибшим в боях Великой Отечественной войны.